# قارب هيغينز
قارب هيجينز أو كانت مركبة الإنزال والأفراد ( LCVP ) هي مركبة إنزال إستُخدمت على نطاق واسع من قِبل قوات الحلفاء في عمليات الإنزال البرمائية في الحرب العالمية الثانية وتعد أكثرها أيقونية، حيث أستخدمت بشكل أساسي في إنزال النورماندي وحرب المحيط الهادئ. عادةً ما يتم تصنيع هذا القارب الضحل الشبيه بالزورق من الخشب الرقائقي (الأبلكاش) ، ويمكنه نقل ما يَقرب من فَصيلة من 36 رجلاً إلى الشاطئ بسرعة 12 عقدة (14 ميل/س؛ 22 كم/س). كان الرجال يخرجون عن طريق النزول من الباب الأمامي للقارب.
قام «أندرو هيغينز» بتصميم هذا القارب على أساس القوارب المصممة للعمل في المستنقعات. تم بناء أكثر من 23,358 من قِبل شركة هيغينز للصناعات والمرخصين لها.

## التصميم
في طول يزيد قليلاً عن 11م وعرض أقل بقليل من 3.4م، لم يكن قارب هيغينز كبيراً. كان القارب يعمل بمحرك ديزل Gray Marine 6-71 بقوة 225 حصانًا وبسرعة قصوى تبلغ 12 عقدة، وكان يتأرجح في البحار الهائجة، مما يسبب دوار البحر. وبما أن جوانبه ومؤخرته مصنوعة من الخشب الرقائقي، فقد وفرت حماية محدودة من نيران العدو ولكن أيضًا خفضت وزنها - وبالتالي زادت قدرتها وخفضت التكلفة ووفرت الفولاذ. يمكن لقارب هيجينز أن يحمل إما فصيلة مكونة من 36 رجلاً، وسيارة جيب وفرقة مكونة من 12 رجلاً، أو 3.6 طن من الحمولة. غاطسه الضحل (3 أقدام للخلف وقدمين وبوصتين للأمام) مكنها من الوصول نحو الشاطئ، كما أن النفق شبه المدمج في بدنها يحمي المروحة من الرمال والصخور. يمكن خفض المنحدر الفولاذي الموجود في المقدمة بسرعة. كان من الممكن لقارب هيجينز أن يُنزل الرجال والإمدادات بسرعة، ويتراجع عن الشاطئ، ويعود إلى سفينة الإمداد لتحميل حمولة أخرى في غضون ثلاث إلى أربع دقائق.
لكن ترك تصميم القارب عرضة لنيران العدو الثقيلة، وقد وجد أن المياه الضحلة للغاية والعوائق الصلبة مثل الشعاب المرجانية يمكن أن توقف القارب. وفي وقت لاحق، تم إنشاء مركبات أخرى مثل مركبة الإنزال المُجنزرة لمواجهة تلك العيوب في العمليات البرمائية.

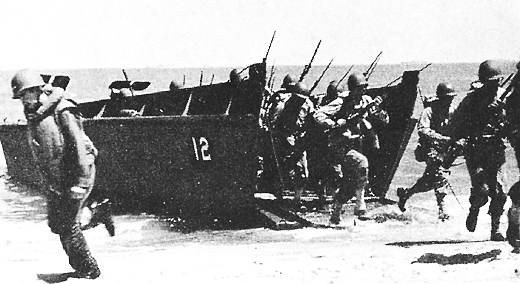
جنود ينزلون من قارب هيغينز.

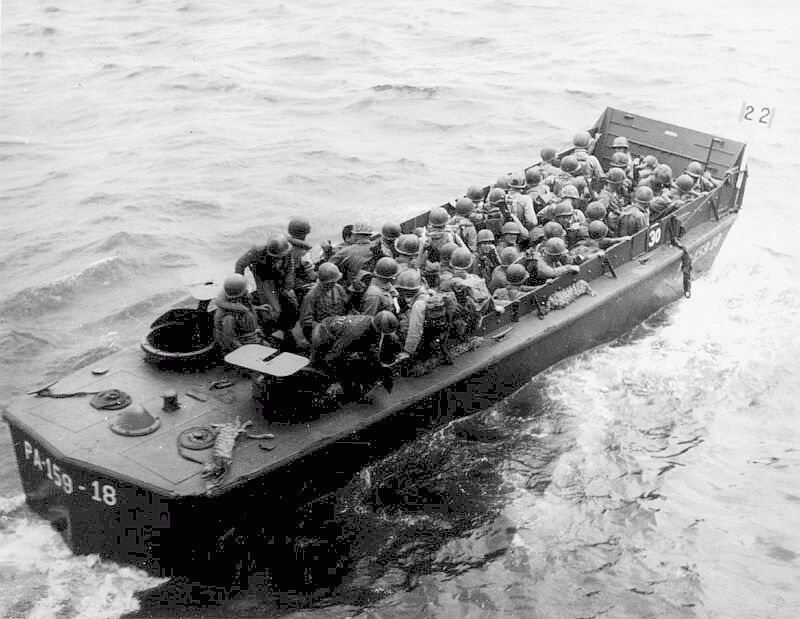
هيغينز18، مع قوات الجيش كتعزيزات في أوكيناوا ، في الفترة من 9 إلى 14 أبريل 1945م.

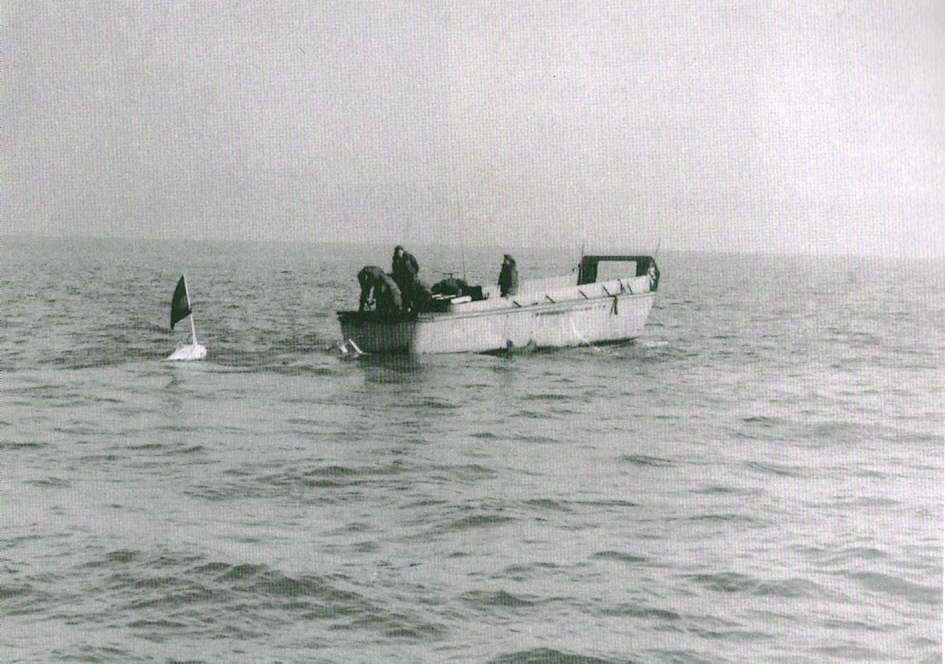
يقوم بحارة البحرية الأمريكية بتوزيع معدات إزالة الألغام خلف قارب هيغينز قبالة مدينة نامبو، بكوريا الشمالية ، في 5 ديسمبر 1950 أثناء الحرب الكورية.

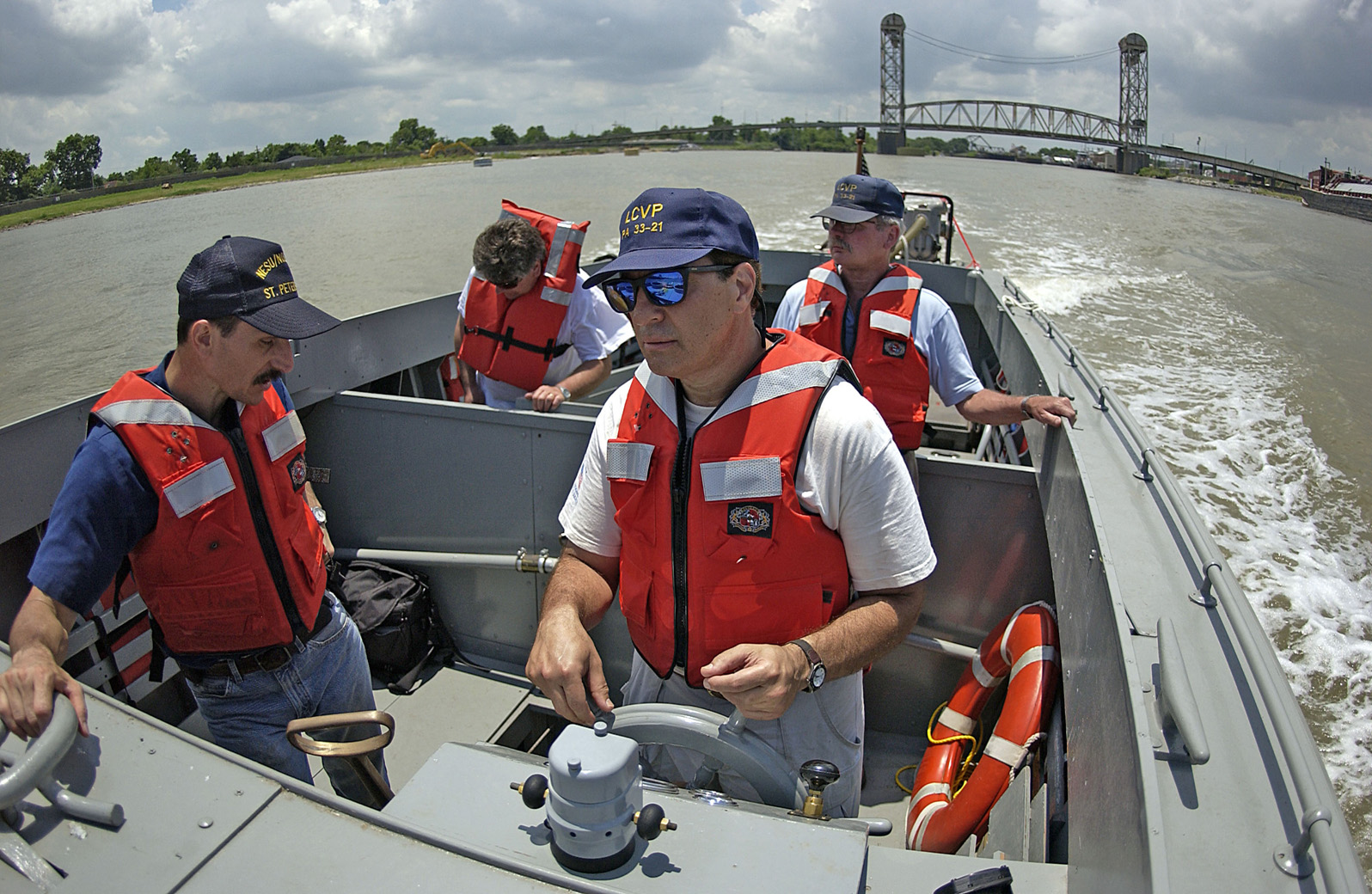
نسخة طبق الأصل من قارب هيجينز تبحر في المياه بالقرب من نيو أورليانز

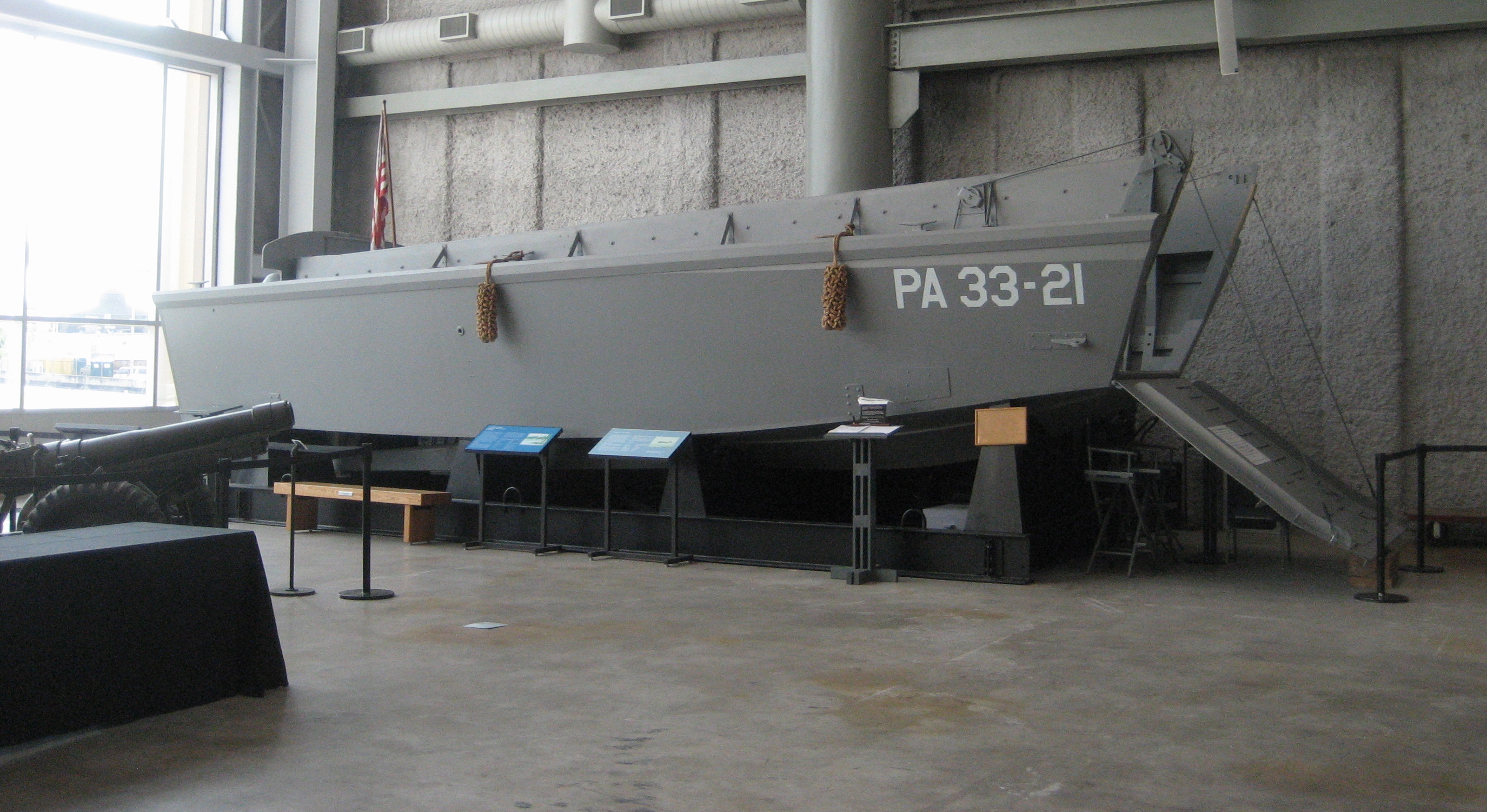
قارب هيجينز معروض في المتحف الوطني للحرب العالمية الثانية

## أنظر أيضاً
- شركة جراي مارين للسيارات
- مركبة إنزال هجومية
- سفن الإنزال الميكانيكية (LCM)
- طاقم زوارق الإنزال (كبير)
- أفراد مركبة الإنزال
- سفينة إنزال دبابات (LST)
- مركبة إنزال مجنزرة ("Amtrac")